# Dolščaki
Dolščaki – wieś w Słowenii, w gminie Velike Lašče. W 2018 roku liczyła 74 mieszkańców.